# 132 Tauri
132 Tauri, som är stjärnans Flamsteed-beteckning, är en vid dubbelstjärna belägen i den västra delen av stjärnbilden Oxen, som tidigare misstänktes vara variabel (CST). Den har en kombinerad skenbar magnitud på ca 4,89 och är svagt synlig för blotta ögat där ljusföroreningar ej förekommer. Baserat på parallaxmätning inom Hipparcosuppdraget på ca 9,0 mas, beräknas den befinna sig på ett avstånd på ca 360 ljusår (ca 110 parsek) från solen. Den rör sig bort från solen med en heliocentrisk radialhastighet av ca 16 km/s. Stjärnan ligger nära ekliptikan, vilket gör att den kan vara föremål för ockultationer av månen. En sådan händelse observerades den 3 september 1991.

## Egenskaper
Primärstjärnan 132 Tauri A är en gul till vit jättestjärna  av spektralklass G9 III, som förbrukat förrådet av väte i dess kärna och utvecklas bort från huvudserien.  Den har en radie som är ca 16 solradier och en effektiv temperatur på ca 4 900 K.
132 Tauri är en vid dubbelstjärna med en vinkelseparation av 3,8 bågsekunder vid en positionsvinkel på 230°, år 1991. Primärstjärnan är i sig själv en oupplöst dubbelstjärna med en kombinerad skenbar magnitud av 5,07, medan den svagare följeslagaren, 132 Tauri B, är av magnitud 9,09.